# Parque nacional de Nouabalé-Ndoki
Parque Nacional de Nouabalé-Ndoki (en francés: Parc National de Nouabalé-Ndoki) es un parque nacional en la República del Congo. Establecido en 1993, en el norte del Congo, está principalmente poblado de elefantes, monos, que van desde gorilas de tierras bajas occidentales hasta los chimpancés y los bongos. Tiene 3.921,61 kilómetros cuadrados (1.514,14 millas cuadradas) de selva virgen tropical, sin presencia humana en su interior y con algunos pobladores en los pueblos periféricos. Los bosques tienen una rica biodiversidad de 300 especies de aves, además de 1000 especies de plantas y árboles en las que se incluyen las caobas en peligro de extinción.